# 第6統制支援連隊 (フランス軍)
第6統制支援連隊（だいろくとうせいしえんれんたい、6e régiment de commandement et de soutien：6e RCS）は、ジブチ共和国ジブチに駐屯する、通信支援旅団隷下のフランス陸軍の通信連隊である。
兵種は通信、伝統的区分も通信である。

## 沿革
- 1807年：第6輜重大隊が新編される。
- 1977年：第6統制支援連隊に改編。第6軽機甲師団隷下となる。
- 1991年：湾岸戦争に参加、「ダゲ師団」隷下として後方支援活動に従事。
- 1999年：通信支援旅団隷下となる。

## 最新の部隊編成
- 連隊本部
- 本部管理中隊
- 総合地区隊
- 第1統制支援隊
- 第2統制支援隊

## 連隊の任務
連隊は、各種通信機器を用いて部隊間通信の統制・中継支援を行い、他部隊の活動に寄与する。

## 主要装備
- GIAT BM92-G1
- FA-MAS
- AA-52
- VAB
- P4
- TRM 2000
- TRM 4000